# Organización territorial de Mónaco

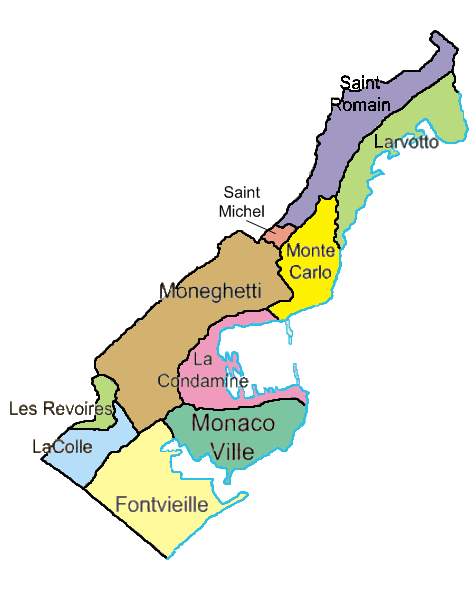
Los 10 Barrios de Mónaco.

Mónaco es el segundo estado soberano más pequeño del mundo, solamente por detrás del Vaticano. El principado consiste en una sola municipalidad (commune). No hay distinción geográfica entre el Estado y la Ciudad de Mónaco; no obstante, las responsabilidades del Gobierno (nivel estatal) y las del Municipio (nivel municipal) son diferentes. De acuerdo a la constitución de 1911, el principado se subdividiría en tres municipalidades:
- Mónaco (Mónaco-Ville), la ciudad vieja en un promontorio rocoso extendiéndose por el Mediterráneo, conocido como la Roca de Mónaco, o simplemente La Roca, donde se localiza el palacio.
- Montecarlo, la principal área residencial y hotelera con el Casino Montecarlo en el Este y Noreste.
- La Condamine, la sección noroeste de la que forma parte el área portuaria.

Las tres municipalidades fueron fusionadas en 1954 (después de varias acusaciones que decían que el Gobierno estaba actuando de acuerdo con el lema «divide y vencerás»); sin embargo, volvieron a separarse más tarde, aunque esta vez con la categoría de barrios:
- Fontvieille, fue creado como el 4.º barrio, una flamante área construida en tierras ganadas al mar (en la década de 1970)
- Monegeti, se convirtió en el quinto distrito de Mónaco, creado a partir de una parte de La Condamina.
- Larvotto, segregado de Montecarlo, siendo el sexto distrito del país.

- La Rousse/San Roman, poseyendo Le Ténao, se convirtió en el séptimo distrito de Mónaco, creado también a partir de Montecarlo.

Subsecuentemente, se crearon los 3 últimos barrios:
- San Miguel, segregada de Montecarlo.
- La Colle, segregada de La Condamine.
- Les Revoires, nuevo distrito monegasco, segregado de La Condamine. En este distrito se localiza el Jardín Exótico.

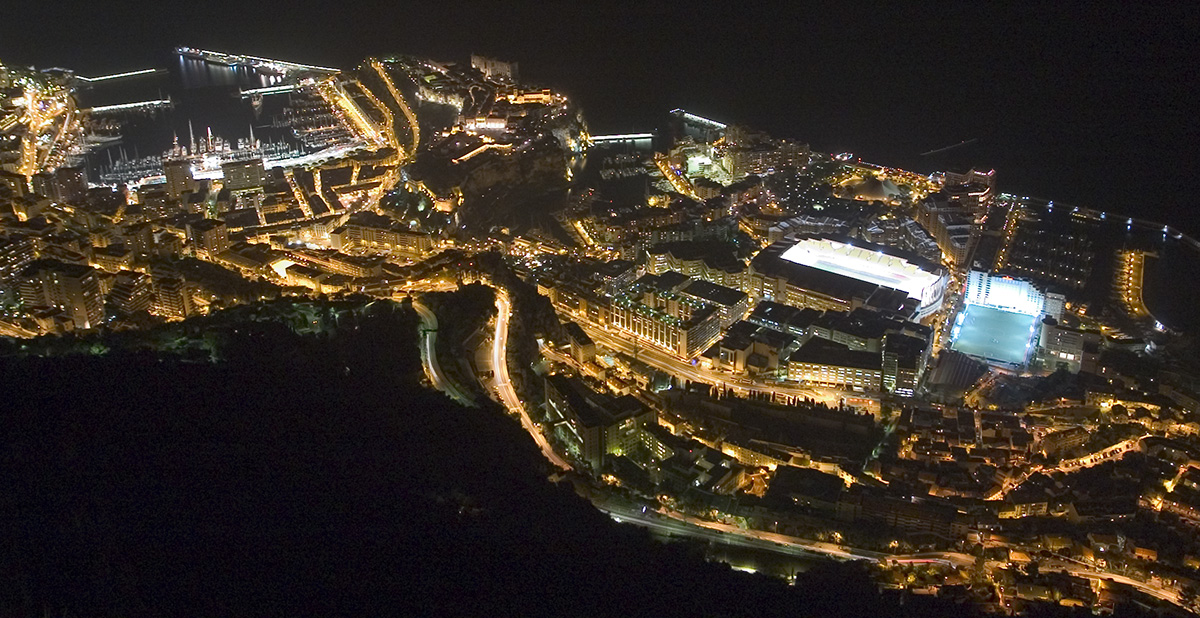
Vista nocturna de Mónaco.

Un barrio adicional fue planeado en nuevas tierras obtenidas al mar, que serían rematadas para el 2014. El príncipe Alberto II anunció en su discurso de Año Nuevo en 2009 que estos planes han quedado en suspenso debido a la situación económica actual. 
Actualmente, el principado está dividido en 10 barrios (con sus respectivos números oficiales: a Le Portier («El Portuario»), el barrio propuesto, le fue anticipado el número 11. 
| Nr                                                       | Barrio                                                    | Área (m²) | Área (hectáreas) | Población (Censo de 2000) | Densidad km² | Manzanas (îlots) | Puntos de interés                                  |
| -------------------------------------------------------- | --------------------------------------------------------- | --------- | ---------------- | ------------------------- | ------------ | ---------------- | -------------------------------------------------- |
| Antigua municipalidad de Mónaco                          |                                                           |           |                  |                           |              |                  |                                                    |
| 05                                                       | Monaco-Ville                                              | 184.750   | 18,47            | 1.034                     | 5.597        | 19               | La Ciudad Vieja con el palacio                     |
| Antigua municipalidad de Montecarlo                      |                                                           |           |                  |                           |              |                  |                                                    |
| 01                                                       | Montecarlo/Spélugues (Bd. Des Moulins-Av. de la Madone)   | 281.461   | 28,14            | 3.034                     | 10.779       | 20               | el área del casino y los hoteles                   |
| 02                                                       | La Rousse/Saint Roman (Annonciade-Château Périgord)       | 105.215   | 10,52            | 3.223                     | 30.633       | 15               | Incluye, en el norte, Le Ténao                     |
| 03                                                       | Larvotto/Bas Moulins (Larvotto-Bd Psse Grace)             | 328.479   | 32,84            | 5.443                     | 16.570       | 15               | Área de palaya del este                            |
| 10                                                       | San Miguel (Psse Charlotte-Park Palace)                   | 142.223   | 14,22            | 3.807                     | 26.768       | 24               | Área central residencial                           |
| Antigua municipalidad de La Condamine                    |                                                           |           |                  |                           |              |                  |                                                    |
| 04                                                       | La Condamine                                              | 237.283   | 23,72            | 3.847                     | 16.213       | 27               | El área portuaria, en el noroeste                  |
| 07                                                       | La Colle (Plati-Pasteur-Bd Charles III)                   | 188.073   | 18,80            | 2.822                     | 15.005       | 15               | en el extremo oeste con Cap d'Ail                  |
| 08                                                       | Les Révoires (Hector Otto-Honoré Labande)                 | 75.747    | 7,57             | 2.515                     | 33.203       | 11               | contiene el Jardín Exótico                         |
| 09                                                       | Moneghetti/ Bd de Belgique (Bd Rainier III-Bd de Belgique | 107.056   | 10,70            | 3.003                     | 28.051       | 18               |                                                    |
| nuevas tierras ganadas al mar                            |                                                           |           |                  |                           |              |                  |                                                    |
| 06                                                       | Fontvieille                                               | 324.157   | 32,41            | 3.292                     | 10.156       | 9                | comenzado en 1971                                  |
| 11                                                       | Le Portier                                                | 275.0001) | 27,50            | -                         | -            | -                | planes suspendidos por el Príncipe Alberto en 2009 |
|                                                          | Monaco                                                    | 1.974.444 | 197              | 32.020                    | 16.217       | 173              |                                                    |
| 1) Área no incluida en el total, está tan sólo propuesta |                                                           |           |                  |                           |              |                  |                                                    |

Por motivos estadísticos, los barrios de Mónaco están divididos en 173 manzanas (îlots), comparables con los bloques censuales en Estados Unidos.

## Barrios de Mónaco por superficie
|    | Barrio quartier      | Superficie (Ha) |
| -- | -------------------- | --------------- |
| 1  | Larvotto             | 32,84           |
| 2  | Fontvieille          | 32,41           |
| 3  | Montecarlo           | 28,14           |
| 4  | La Condamine         | 23,72           |
| 5  | La Colle             | 18,80           |
| 6  | Monaco-Ville         | 18,47           |
| 7  | San Miguel           | 14,22           |
| 8  | Moneghetti           | 10,70           |
| 9  | La Rousse S.R        | 10,52           |
| 10 | Les Révoires         | 7,57            |
|    | Principado de Mónaco | 197             |

## Barrios de Mónaco por población
|    | Barrio quartier      | Población Censo 2000 |
| -- | -------------------- | -------------------- |
| 1  | Larvotto             | 5.443                |
| 2  | La Condamine         | 3.847                |
| 3  | San Miguel           | 3.807                |
| 4  | Fontvieille          | 3.292                |
| 5  | La Rousse S.R        | 3.223                |
| 6  | Montecarlo           | 3.034                |
| 7  | Moneghetti           | 3.003                |
| 8  | La Colle             | 2.822                |
| 9  | Les Révoires         | 2.515                |
| 10 | Monaco-Ville         | 1.034                |
|    | Principado de Mónaco | 32.020               |